# راي هاريسون
راي هاريسون (بالإنجليزية: Ray Harrison)‏ (21 يونيو 1921 ببوسطن في المملكة المتحدة - 1 يونيو 2000 بدونكاستر في المملكة المتحدة) هو لاعب كرة قدم بريطاني (وحمل سابقاً جنسية المملكة المتحدة لبريطانيا العظمى وأيرلندا) في مركز الهجوم. لعب مع غريمسبي تاون ونادي بيرنلي ونادي دونكاستر روفرز وفريكلي أثلتيك ‏ ونادي كينغز لين.